# Jodis xynia
Jodis xynia är en fjärilsart som beskrevs av Louis Beethoven Prout 1917. Jodis xynia ingår i släktet Jodis och familjen mätare. Inga underarter finns listade i Catalogue of Life.